# Adalbert Spiller
Adalbert Spiller (Hermannsdorf, 1846 - 1904) fou un compositor alemany del Romanticisme.
Va ser l'autor de les òperes Olympia, Arnelda i Dobra Juan; de diverses operetes, cors i obres de piano.